# José Hiram Soto Rivera
José Hiram Soto Rivera (16 de octubre de 1966 en Ponce, Puerto Rico) es un político puertorriqueño y alcalde de Adjuntas desde enero de 2021 hasta la actualidad. Soto Rivera está afiliado al Partido Popular Democrático. También es miembro de la Asociación de Alcaldes de Puerto Rico. José B. Barceló Oliver

## Reseña biográfica
Posee un Bachillerato en Administración de Empresas con concentración en Finanzas y Economía de la Pontificia Universidad Católica de Puerto Rico, recinto de Ponce. En adicción, tiene una vasta experiencia en el sector público y privado, así como es miembro activo de organizaciones comunitarias e internacionales, tal como el Club de Leones de Adjuntas.
Aunque fue presidente de la Juventud Popular de Adjuntas, su vida política tomó forma en el 1996, cuando se convirtió en Portavoz de la Mayoría (PPD) en la Legislatura Municipal de Adjuntas, escaño que ocupó hasta el año 2000. 
Soto Rivera ganó unas elecciones históricas para el pueblo de Adjuntas, pues realizó una campaña poco sonante, debido a la pandemia del COVID-19, derrotando al entonces alcalde Jaime Barlucea Maldonado del Partido Nuevo Progresista (PNP), quien ocupó la poltrona municipal por alrededor de 16 años. Tomó posesión como alcalde de Adjuntas el 11 de enero de 2021.
Como alcalde de la ciudad del Gigante Dormido, y como integrante del Partido Popular Democrático (PPD), se inclina por políticas de centro. Defiende el actual estatus en relación con los Estados Unidos de América, conocido como Estado Libre Asociado, cree en el desarrollo de la economía local, ha creado programas para la reestructuración de la infraestructura local, la generación de empleos para jóvenes y la reforma absoluta de las finanzas y la administración municipal. 
Esposo de la maestra Luz E. Rivera Portalatín, quien es la primera dama de Adjuntas y cuya oficina se inauguró en el mes de julio de 2022. De dicho matrimonio, tienen dos hijas, Frances, una arquitecta y Michelle, una maestra de educación especial.